# Adobe Animate
Chronologie des versions
Adobe Flash
Adobe Animate (anciennement Adobe Flash Professional, Macromedia Flash, et FutureSplash Animator) est un programme de création multimédia et d'animation par ordinateur développé par Adobe Systems.
Animate peut être utilisé pour la conception de graphiques vectoriels et de l'animation, et même pour la publication de programmes de télévision, de vidéo en ligne, des sites web, des applications web, des applications internet riches, et des jeux vidéo. Le programme offre également un soutien pour les images matricielles, riche en texte, audio et vidéo de l'incorporation, et ActionScript script. Les Animations peuvent être publiées en HTML5, WebGL, Scalable Vector Graphics (SVG), de l'animation et des spritesheets, ainsi que pour des formats Lecteur Flash (SWF) et Adobe AIR hérités.
Il a d'abord été publié en 1996 en tant que FutureSplash Animator, et ensuite sous le nom de Macromedia Flash lors de son acquisition par Macromedia. Il a été créé pour servir d'environnement de création principal pour la plate-forme Adobe Flash, un logiciel vectoriel de création de contenu animé et interactif. Le logiciel a été renommé Adobe Animate en 2016 pour mieux refléter sa position sur le marché, puisque plus d'un tiers du contenu créé dans Animate utilise HTML5,,.

## Histoire
La première version de Flash d'Adobe/Adobe Animate était FutureSplash Animator, un vecteur de graphiques et d'animations vectorielles, programme publié en mai 1996. FutureSplash Animator a été développé par FutureWave Software, une petite entreprise de logiciels dont le premier produit, SmartSketch, était basé sur un vecteur de dessin de stylo sur les ordinateurs. Avec l'implosion des tablettes graphique, il a été porté sur Microsoft Windows ainsi que de MacOs. En 1995, la société a décidé d'ajouter des capacités d'animation à leur produit et de créer une plate-forme d'animation vectorielle pour le World Wide Web; par conséquent, FutureSplash Animator a été créé. (À l'époque, la seule façon de déployer de telles animations, sur le web, était l'utilisation de Java.) La technologie d'animation FutureSplash a été utilisé sur des sites web tels que MSN, Les Simpson et Disney Quotidien Explosion de la Walt Disney Company,.
En décembre 1996, Macromedia a acheté FutureWave et a rebaptisé le produit "Macromedia Flash", un nom de marque qui s'est poursuivie pendant 8 versions majeures. Adobe Systems a acquis de Macromedia en 2005, et a renommé le produit "Adobe Flash Professional" pour le distinguer du lecteur Adobe Flash Player. Il a été inclus dans la suite de produits Creative Suite de CS3 à CS6, jusqu'à ce qu'Adobe abandonne la gamme Creative Suite au profit de Creative Cloud (CC).
Le 1er décembre 2015, Adobe a annoncé que le programme serait renommé Adobe Animate sur sa prochaine mise à jour majeure. La décision intervient dans le cadre d'un effort visant à dissocier le programme d'Adobe Flash Player, en reconnaissant l'augmentation de son utilisation pour la création de contenu HTML5 et contenu vidéo. C'est un effort pour commencer à décourager l'utilisation de Flash Player en faveur des solutions standards du web. La première version sous le nouveau nom a été publié le 8 février 2016.

### Versions
| Sortie                                    | Année | Icône | Description |
| ----------------------------------------- | ----- | --- | --- |
| FutureSplash Animator                     | 1996  | | Version initiale de Flash avec des outils d'édition de base et une chronologie |
| Macromedia Flash 1                        | 1996  | | Une version re-brandée de l'Animateur FutureSplash |
| Macromedia Flash 2                        | 1997  | Sortie avec Flash Player 2, nouvelles fonctionnalités incluses: la bibliothèque d'objets | |
| Macromedia Flash 3                        | 1998  | Sortie avec Flash Player 3, nouvelles fonctionnalités incluses: l'élément movieclip, l'intégration de plug-in JavaScript, la transparence et un lecteur externe autonome | |
| Macromedia Flash 4                        | 1999  | Publié avec Flash Player 4, les nouvelles fonctionnalités incluses: variables internes, un champ de saisie, ActionScript avancé et streaming MP3 | |
| Macromedia Flash 5                        | 2000  | Sortie avec Flash Player 5, nouvelles fonctionnalités incluses: ActionScript 1.0 (basé sur ECMAScript, le rendant très similaire à JavaScript dans la syntaxe), support XML, Smartclips (le précurseur des composants dans Flash), mise en forme du texte HTML ajouté pour le texte dynamique | |
| Macromedia Flash MX (6)                   | 2002  | Icône Flash player | Sortie avec Flash Player 6, nouvelles fonctionnalités incluses: un codec vidéo (Sorenson Spark), Unicode, UI Components version 1, compression, API de dessin vectoriel ActionScript |
| Macromedia Flash MX 2004 (7)              | 2003  | Icône Flash player | Sorti avec Flash Player 7, les nouvelles fonctionnalités comprennent: des écrans (formulaires pour le développement non linéaire basé sur l'état et des diapositives pour organiser le contenu dans un format de diapositives linéaire comme PowerPoint), un support de texte aliasé, des effets chronologiques et un assistant d'importation vidéo. Actionscript 2.0 a été publié avec cette version, permettant la programmation orientée objet mais ne disposant pas de la méthode "script assist" d'écriture de code plus facile. JavaScript pour Flash (JSFL) permettait aux utilisateurs d'écrire des scripts pour automatiser les tâches dans l'éditeur Flash. Les nouvelles fonctionnalités de programmation incluaient: l'intégration de services Web, les composants de lecture de fichiers MP3 / FLV, les composants de service de données XML, les API de liaison de données, le panneau de projet, les composants V2 et les bibliothèques transition. |
| Macromedia Flash 8                        | 2005  | | Sortie de Flash Player 8, nouvelles fonctionnalités de Macromedia Flash 8 Professional incluses: filtres graphiques (flou, ombre portée, lueur, etc.) et modes de fusion, contrôle de l'animation, propriétés de trait améliorées (majuscules et jointures), dessin basé sur des objets mode, mise en cache bitmap d'exécution, anti-aliasing avancé FlashType pour le texte, codec vidéo avancé On2 VP6, prise en charge de la transparence alpha en vidéo, encodeur autonome et importateur vidéo avancé, prise en charge des points de repère dans les fichiers FLV, lecture vidéo avancée composant, et un émulateur de périphérique mobile interactif. Macromedia Flash Basic 8, une version «allégée» de l'outil de création Flash destiné aux nouveaux utilisateurs qui ne souhaitaient que le dessin de base, l'animation et l'interactivité. Le produit de base a finalement été arrêté.                                                                  |
| Adobe Flash CS3 (9) Professional          | 2007  | | Flash CS3 est la première version de Flash publiée sous le nom de marque Adobe et intègre une meilleure intégration avec Adobe Photoshop, des outils de dessin vectoriel améliorés, s'apparentant davantage à Adobe Illustrator et Adobe Fireworks. ActionScript 3.0 est sorti avec cette version, avec ActionScript Virtual Machine 2.0 (AVM2) pour accélérer l'exécution du code et la récupération de place. Nouvelles fonctionnalités de programmation incluses: variables fortement typées avec sécurité de type, erreurs d'exécution, événements améliorés, liste d'affichage et beaucoup de nouvelles classes (Socket, ByteArray, Loader, RegExp, etc.). AS3 a permis à des applications entières d'être écrites dans le code, sans avoir besoin de la chronologie de Flash. |
| Adobe Flash CS4 (10) Professional         | 2008  | | Les nouvelles fonctionnalités incluent la cinématique inverse (os), la manipulation d'objets 3D de base, l'animation basée sur des objets, un moteur de texte et d'autres extensions d'ActionScript 3.0 (tableaux vectoriels). CS4 permet au développeur de créer des animations avec de nombreuses fonctionnalités absentes dans les versions précédentes. |
| Adobe Flash Professional CS5 (11)         | 2010  | | Flash CS5 a été publié le 12 avril 2010 et lancé à l'achat le 30 avril 2010. Flash CS5 Professional inclut la prise en charge de la publication d'applications iPhone. Cependant, le 8 avril 2010, Apple a changé les termes de sa licence de développeur pour interdire effectivement l'utilisation du compilateur Flash-to-iPhone et le 20 avril 2010, Adobe a annoncé qu'il n'investirait plus dans le ciblage de l'iPhone et de l'iPad. dans Flash CS5. Les autres fonctionnalités de Flash CS5 sont un nouveau moteur de texte (TLF), une amélioration supplémentaire de la cinématique inverse et le panneau des extraits de code. |
| Adobe Flash Professional CS5.5 (11.5)     | 2011  | Flash Professional CS5.5 a été publié en 2011. Il inclut un support amélioré pour la publication d'applications iPhone, à la suite de la révision par Apple de leurs termes de développement iOS. Flash CS5.5 contient également plusieurs fonctionnalités permettant d'améliorer les workflows d'applications mobiles sur plusieurs appareils. Quelques exemples: Mise à l'échelle et redimensionnement du contenu, copier et coller des calques, partage de symboles dans des fichiers FLA, pixellisation de symboles, compilation incrémentielle, sauvegarde automatique et récupération de fichiers et intégration aux services en ligne CS Live. | |
| Adobe Flash Professional CS6 (12)         | 2012  | | Adobe Flash Professional CS6 a été publié en 2012. Il inclut la prise en charge de la publication de fichiers au format HTML5 et la génération de feuilles de sprites. |
| Adobe Flash Professional CC (13)          | 2013  | | Flash Professional CC a été publié en juin 2013 dans le cadre du rebrand Creative Cloud d'Adobe. Les modifications incluent un moteur de rendu de scène 64 bits natif, des améliorations mineures des performances et des corrections de bogues, ainsi que la suppression des fonctionnalités héritées, telles que le support ActionScript 2. Dans le cadre de la suite Creative Cloud, Flash CC offre également aux utilisateurs la possibilité de synchroniser les paramètres ou de sauvegarder des fichiers en ligne. |
| Adobe Flash Professional CC 2014 (14)     | 2014  | Flash Professional CC (2014) a été publié le 18 juin 2014. Il comprend des traits de largeur variable, l'exportation SVG et la publication WebGL pour les animations, ainsi qu'un éditeur de mouvement amélioré et redessiné. | |
| Adobe Flash Professional CC 2014.1 (14.1) | 2014  | Flash Professional CC (2014.1) a été publié le 6 octobre 2014, avec des capacités de publication WebGL étendues, la liberté de créer des pinceaux personnalisés et la possibilité d'importer des fichiers SWF externes. En outre, un nouveau kit de développement logiciel (SDK) permet l'extensibilité pour les plates-formes personnalisées sans dépendre de l'exécution de Flash, pour atteindre plus de téléspectateurs. | |
| Adobe Flash Professional CC 2015 (15)     | 2015  | Flash Professional CC (2015) a été lancé le 15 juin 2015, avec un outil d'animation osseuse amélioré (cinématique inverse), importation de vidéos H.264 avec audio, exportation de bitmaps comme spritesheet pour HTML5 Canvas, mise à l'échelle avec zoom de scène, convertisseur de type de document universel , workflows audio améliorés, éditeur de mouvement amélioré, verrouillage des panneaux, sauvegarde plus rapide des fichiers FLA, optimisations de récupération automatique, organisation des GIF importés dans la bibliothèque, recherche dans les bibliothèques par nom de liaison, inversion de sélection, collage et remplacement des trames Les fonctionnalités de programmation incluent la prise en charge des extraits de code pour WebGL, le SDK Custom Platform Support amélioré, la dernière version de Flash Player (version 17.0), AIR SDK (version 17.0) et les bibliothèques CreateJS. | |
| Adobe Animate CC 2015.1 (15.1)            | 2016  | | Adobe Animate CC 2015 a été publié le 8 février 2016, s'éloignant de l'image de marque «Flash» signifiant la capacité d'animer le contenu et de publier sur vidéo, HTML5 et Flash. Il comprend des nuances de couleurs étiquetées, des bibliothèques Adobe Stock et Creative Cloud, des pinceaux vectoriels, une platine orientable à 360 °, une scène redimensionnable, une vidéo d'exportation jusqu'à 4K (pour HiDPI ou Retina Displays), des améliorations HTML5 Canvas (support TypeKit, texte sous forme de contours, modèles personnalisés),. |
| Adobe Animate CC 2017 (16)                | 2017  | Adobe Animate CC 2017 est sorti en novembre 2016. Il comprend désormais le support caméra (animation de la scène), création et gestion de pinceaux avec support de pression et d'inclinaison, export pour GIF animé, support de composant pour canvas HTML5, intégration de la dernière version de Flash Player et AIR Améliorations du SDK et de la scène en tant que support d'arrière-plan transparent. | |